# دیو هاردینگ
 دیو هاردینگ (انگلیسی: Dave Harding؛ زادهٔ ۱۴ اوت ۱۹۴۶) یک بازیکن فوتبال اهل استرالیا است.